# Зачеплення Гопфа

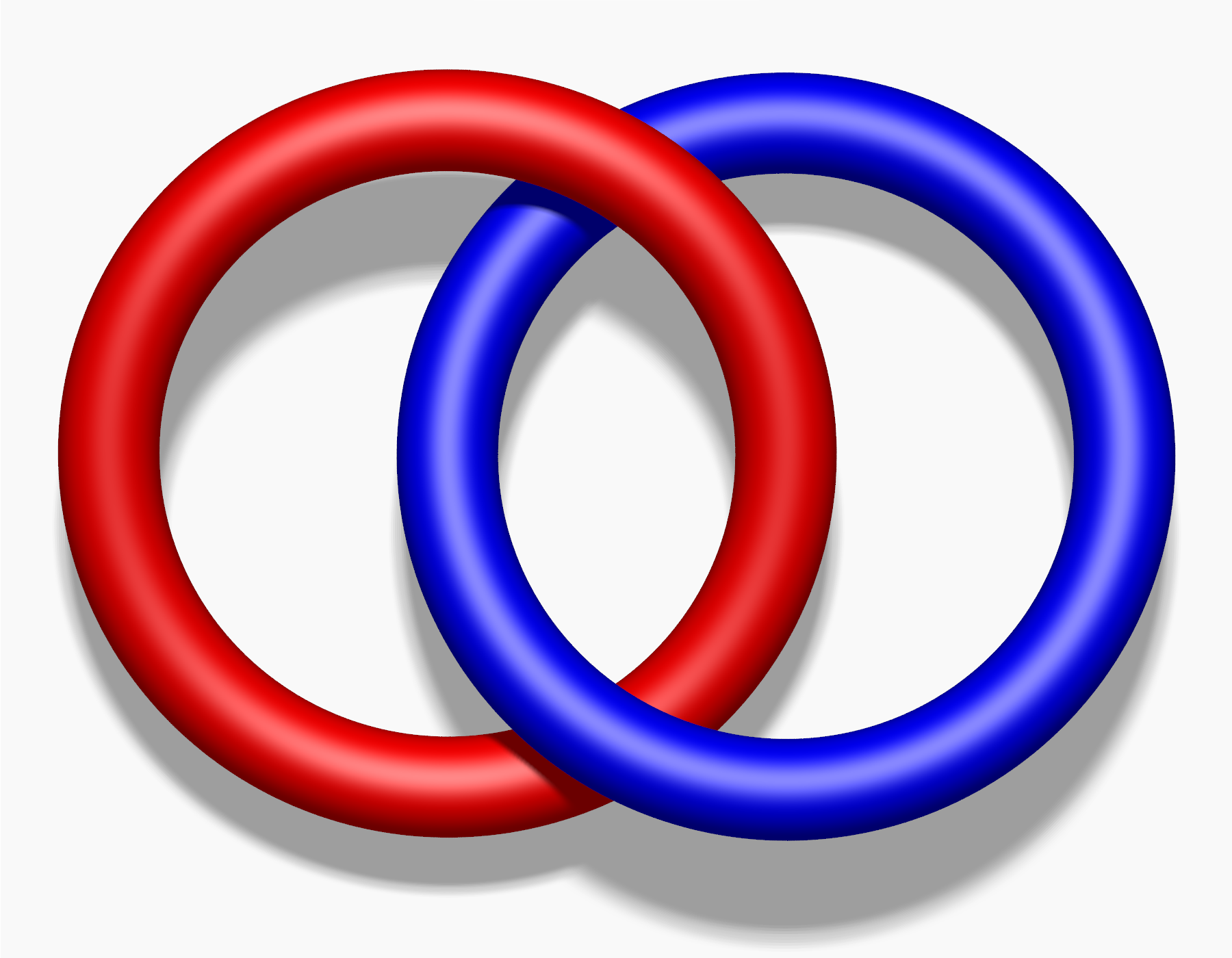
Зачеплення Гопфа
Позначення= L2a1
Число ниток = 2
Довжина коси= 2
Число перетинів= 2
Коефіцієнт зачеплення= 1
Гіперболічний об'єм= 0
Клас= тор

Зачеплення Гопфа — найпростіше нетривіальне зачеплення з двома і більше компонентами , складається з двох кіл, зачеплених одноразово і назване на честь Гайнца Гопфа.

## Геометричне подання
Конкретна модель складається з двох окремих кіл в перпендикулярних площинах, таких, що кожне проходить через центр іншого. Ця модель мінімізує довжину мотузки (довжина мотузки — інваріант теорії вузлів) зачеплення і до 2002 року зачеплення Гопфа було єдиним, у якого довжина мотузки була відома . Опукла оболонка цих двох кіл утворює тіло, зване олоїдом.

## Властивості

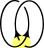
Скейн-співвідношення для зачеплення Гопфа

Залежно від відносної орієнтації двох компонент коефіцієнт зачеплення Гопфа дорівнює ±1.
Зачеплення Гопфа є (2,2)-торичним зачепленням з описовим словом {\displaystyle \sigma _{1}^{2}}.
Доповнення зачеплення Гопфа — {\displaystyle \mathbb {R} \times S^{1}\times S^{1}}, циліндр над тором. Цей простір має локально евклідову геометрію, так що зачеплення Гопфа не є гіперболічним. Група вузлів зачеплення Гопфа (фундаментальна група його доповнення) — це {\displaystyle \mathbb {Z} ^{2}} (вільна абелева група на двох генераторах) і вона відрізняє зачеплення Гопфа від двох незачеплених кіл, яким відповідає вільна група на двох генераторах.
Зачеплення Гопфа не може бути розфарбоване в три кольори. Це безпосередньо випливає з факту, що зачеплення можна розфарбувати лише у два кольори, що суперечить другій частині визначення розмальовки. В кожному перетині буде максимум 2 кольори, так що при розфарбуванні ми порушимо вимогу мати 1 або 3 кольори в кожному перетині, або порушимо вимогу мати більше 1 кольору.

## Розшарування Гопфа
Розшарування Гопфа — це неперервне відображення з 3-сфери (тривимірна поверхня в чотиривимірному евклідовому просторі) в більш звичну 2-сферу, таке, що прообраз кожної точки на 2-сфері є колом. Таким чином виходить розкладання 3-сфери на безперервне сімейство кіл і кожні два різних кола з цього сімейства утворюють зачеплення Гопфа. Цей факт і спонукав Гопфа зайнятися вивченням зачеплень Гопфа — оскільки будь-які два шари зачеплені, розшарування Гопфа є нетривіальним розшаруванням. З цього почалося вивчення гомотопічних груп сфер.

## Історія

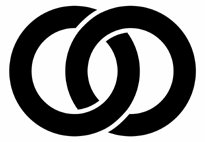
Герб Секта Бузан-ха школи Сінгон-сю

Зачеплення названо ім'ям тополога Гайнца Гопфа, який досліджував його в 1931 році в праці про розшарування Гопфа. Однак таке зачеплення використовував ще Гаусс, а поза математикою воно зустрічалося задовго до цього, наприклад, в якості герба японської буддійської секти Бузан-ха, заснованої в XVI столітті.